# 戈申鎮區 (阿肯色州華盛頓縣)
戈申鎮區（英語：Goshen Township）是位於美國阿肯色州華盛頓縣的一個行政鎮區。

## 地方資料
戈申鎮區的面積為79.91平方千米，當中陸地面積為78.37平方千米，而水域面積為1.54平方千米。根據2010年美國人口普查的數據，當地共有人口2051人，而人口密度為每平方千米25.67人。